# Ак-Мечетское озеро
Ак-Мече́тское о́зеро (укр. Ак-Мечетське озеро, крымскотат. Aqmeçit gölü, Акъмечит голю) — пресное озеро в Черноморском районе. Площадь — 0,15 км². Тип общей минерализации — пресное. Происхождение — лиманное. Группа гидрологического режима — бессточное.

## География
Входит в Тарханкутскую группу озёр. Длина — 0,4 км. Ширина средняя — 0,3 км. Глубина средняя — 0,4 м, наибольшая — 0,75 м. Используется для рекреации.
Озеро расположено в пределах жилой застройки пгт Черноморское (восточнее улицы Озёрная, южнее улицы Сигнальная, севернее улицы Парковая западнее улицы Некрасова) и отделено от Узкой бухты перешейком. Имеет вытянутую форму в направлении с севера на юг, к югу сужается. С юга в озеро впадает сухоречье балки Кель-Шейх. Берега и частично водное зеркало заняты высшей растительностью (тростниковой). Берега пологие. В северной части западный и восточный участки берега крутые вследствие антропогенного влияния. Также сократилась площадь озера: северо-восточный угол водоёма занят насыпью, где построены коттеджи; участок (Кадастровый номер: 90:14:010101:170, улица Сигнальная, 2б), где расположены коттеджи частично накладывается на водное зеркало.
Является единственным пресным озером в Тарханкутской группе озёр, так как уровень его всегда выше уровня моря и воды озера фильтруются через пересыпь в море, тогда как в других озёрах происходит обратное.
Ак-Мечетское озеро, наряду с Лиманом, обеспечено питанием за счёт поверхностного и подземного стока относительно больше других, причём уровень их может повышаться настолько, что происходит перелив вод в море. Перелив вод озера осуществляется посредством трубы под искусственно закреплённой пересыпью, где проходит автодорога.
Среднегодовое количество осадков — менее 350 мм. Питание: поверхностные и подземные воды Причерноморского артезианского бассейна.